# Dionigi il Periegeta
Dionigi il Periegeta o Dionisio il Periegeta (in greco antico: Διονύσιος ὁ Περιηγητής?, Dionýsios ho Periēghētés; Alessandria d'Egitto, 55 d.C. circa – dopo il 115 d.C.) è stato un poeta greco antico.

## Biografia
Dionigi il Periegeta fu un poeta didascalico, di cui abbiamo varie biografie. Quello che è meglio rappresentata nella tradizione manoscritta è la Vita Parisina, conservata dai più antichi testimoni, in cui viene indicato come figlio di Dionisio o Dioneː questa Vita è stata tradotta in latino da Pomponio Leto. La Vita Chisiana, poi, è la più dettagliata e risale almeno al IV sec. Suda, infine, pone l'attività di Dionigi sotto il regno di Nerone.
Si crede, a partire dall'Ottocento, che avesse scritto intorno al 124 una Periegesi della Terra, poemetto in 1187 esametri di gusto tardoellenistico.

## Opere

### Periegesi della Terra
L'opera appare suddivisa in due parti: la prima dedicata alla descrizione della terra, dell'Oceano e dei mari; la seconda parte alla descrizione del mondo conosciuto, suddiviso nei tre continenti Europa, Libia (cioè Africa) e Asia con le isole. La redazione del poemetto non sembra essere frutto di originali ricerche quanto, piuttosto, una sintesi di notizie ed informazioni tratte da diverse fonti: ciò costituisce un limite all'opera, specie in alcune parti, ma fa anche di essa un repertorio di notazioni da fonti altrimenti a noi sconosciute; tra le fonti geografiche è certamente Posidonio di Apamea, da cui dipende direttamente o indirettamente.
Il libro, i cui modelli stilistici sono Callimaco e Apollonio Rodio, fu usato nelle scuole per la sua esposizione ordinata. Il poemetto fu, poi, parafrasato in 1393 esametri latini da Avieno nel IV sec. d.C. e ritradotto da Prisciano in 1087 esametri nel secolo successivo. Nel XII secolo, l'intellettuale e arcivescovo bizantino Eustazio di Tessalonica ne scrisse un commento.

### Ixeutica
A Dionigi il Periegeta sono anche attribuiti gli Ixeutica, ossia un poema sull'uccellagione in tre libri, il cui originale è andato perduto e di cui sopravvive solo una parafrasi in prosa.

## Edizioni
- Dionysii Ixeuticon seu de Aucupio libri tres in epitomen metro solutam redacti, ed. Antonius Garzya (Lipsiae 1963).
- Dionigi d'Alessandria, il Periegeta, Guida delle terre abitate, a cura di Amedeo Alessandro Raschieri (Alessandria 2004).
- Dionisio di Alessandria, Descrizione della terra abitata, a cura di Eugenio Amato (Milano, Bompiani, 2005).
- Dionysius Periegetes, Description of the known world, with introduction, text, translation, and commentary [by] Jane L. Lightfoot (Oxford 2014).